# Lycodon ferroni
Lycodon ferroni là một loài rắn trong họ Rắn nước. Loài này được Lanza miêu tả khoa học đầu tiên năm 1999.